# گربه دان
گربه دان، روستایی در دهستان رمکان بخش مرکزی شهرستان قشم در استان هرمزگان ایران است.

## جمعیت
بر پایه سرشماری عمومی نفوس و مسکن در سال ۱۳۹۵، جمعیت این روستا برابر با ۱٬۱۰۰ نفر (۲۷۲ خانوار) بوده‌است.